# NGC 3675
NGC 3675 est une galaxie lenticulaire située dans la constellation de la Grande Ourse. NGC 3675 a été découverte par l'astronome germano-britannique William Herschel en 1788.

## Caractéristiques
La classe de luminosité de NGC 3675 est II et elle présente une large raie HI. Elle renferme également des régions d'hydrogène ionisé. C'est aussi une galaxie LINER, c'est-à-dire une galaxie dont le noyau présente un spectre d'émission caractérisé par de larges raies d'atomes faiblement ionisés.

### Distance
Sa vitesse par rapport au fond diffus cosmologique est de 1 005 ± 17 km/s, ce qui correspond à une distance de Hubble de 14,82 ± 1,07 Mpc (∼48,3 millions d'al).
À ce jour, une trentaine de mesures non basées sur le décalage vers le rouge (redshift) donnent une distance de 16,092 ± 2,965 Mpc (∼52,5 millions d'al), ce qui est à l'intérieur des valeurs de la distance de Hubble. Puisque cette galaxie est relativement rapprochée du Groupe local, il est probable que cette valeur soit plus près de la distance réelle de NGC 3675. Notons que c'est avec la valeur moyenne des mesures indépendantes, lorsqu'elles existent, que la base de données NASA/IPAC calcule le diamètre d'une galaxie.

### Luminosité dans l'infrarouge
La luminosité de la galaxie NGC 3675 dans l'infrarouge lointain (de 40 à 400 µm)  est égale à 6,92 × 109 {\displaystyle L_{\odot }} (109,84{\displaystyle L_{\odot }}) et sa luminosité totale dans l'infrarouge (de 8 à 1 000 µm) est de 8,32 × 109 {\displaystyle L_{\odot }} (109,92{\displaystyle L_{\odot }}).

## Morphologie

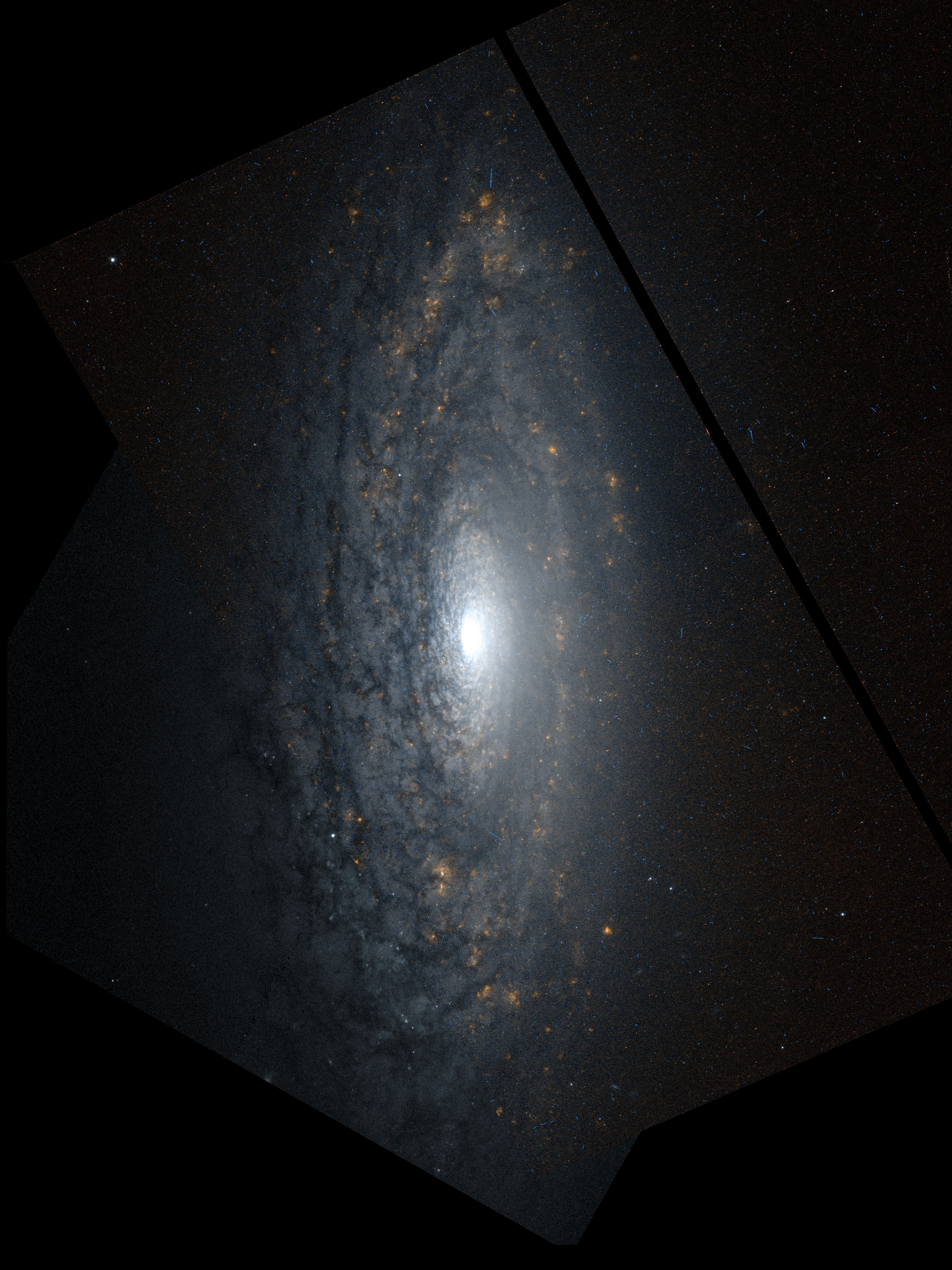
Image de NGC 3675 réalisée avec les données de Hubble Legacy Archive et du logiciel Aladin.
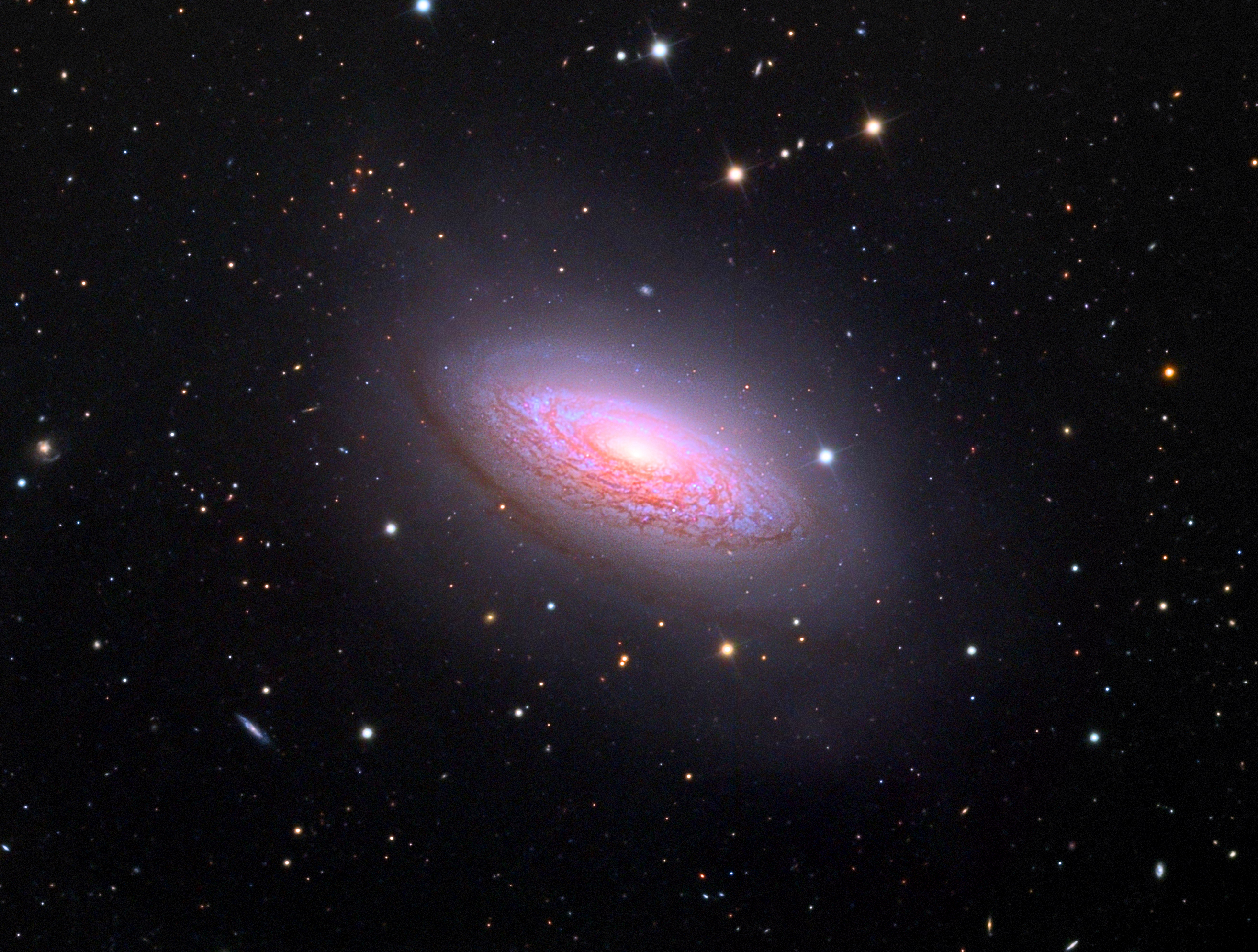
NGC 3675 provenant du télescope Schulman de l'Observatoire du mont Lemmon.

Eskridge, Frogel et Pogge ont publié un article en 2002 décrivant la morphologie de 205 galaxies spirales ou lenticulaires rapprochées. Les observations ont été réalisées dans la bande H de l'infrarouge et dans la bande B (le bleu). Selon Eskridge et ses collègues, NGC 3675 est de type SABab dans la bande B et SB(r)a dans la bande H. Le noyau ponctuel de NGC 3675 est brillant et encastré dans un bulbe elliptique. Il est traversé par un barre de faible contraste. Des bras spiraux étroits et enroulés fortement forment un pseudo-anneau intérieur. À l'extérieur de l'anneau, ces bras peuvent être suivis pour un autre enroulement complet. Les bras sont intégrés dans un disque inter bras. Les bras extérieurs sont très inégaux et filamenteux. 

## Trou noir supermassif
Selon une étude publiée en 2009 et basée sur la vitesse interne de la galaxie mesurée par le télescope spatial Hubble, la masse du trou noir supermassif au centre de NGC 3675 serait comprise entre 10 et 39 millions de {\displaystyle M_{\odot }}.
Si on se base sur les mesures de luminosité de la bande K de l'infrarouge proche du bulbe de NGC 3675, on obtient une valeur de 107,1 {\displaystyle M_{\odot }} (13 millions de masses solaires) pour le trou noir supermassif qui s'y trouve.

## Supernova
H. Kosai (observatoire astronomique de Tokyo) a rapporté la découverte de SN 1984R, une possible supernova dans NGC 3675, le 2 décembre 1984 par Kaoru Ikeya,. On ne connait pas le type de supernova dont il s'agit. Cette possible supernova s'est produite aux coordonnées 11h 26m 07,34s et 43° 35′ 05,8″

## Amas de la Grande Ourse et superamas de la Vierge
NGC 3675 fait partie de l'amas de la Grande Ourse, qui lui-même fait partie du superamas de la Vierge.